# 하파엘 톨로이
하파엘 톨로이(포르투갈어: Rafael Tolói, 1990년 10월 10일 ~ )는 현재 캄페오나투 브라질레이루 세리이 A의 클럽 상파울루에서 뛰는 브라질 출신의 이탈리아 축구 선수이다.
이탈리아 시민권을 소유하고 이탈리아에 5년 동안 거주하며 브라질을 성인 대표팀으로 대표한 적이 없어 FIFA는 톨로이의 국제 대표팀 소속 변경을 2021년 2월 17일에 승인했다. 그는 이후 2021년 3월 19일에 매니저 로베르토 만치니에 의해 이탈리아 대표팀으로 선발되었으며, 그리고 3월 31일에는 2022 FIFA 월드컵 예선에서 리투아니아와의 경기에서 출전하여 2-0으로 승리하는 원정 경기에서 전 경기 동안 출전했다.

## 수상
고이아스
- 캄페오나투 고이아누: 2009, 2012

상파울루
- 코파 수다메리카나: 2012

이탈리아
- UEFA 유럽 축구 선수권 대회: 2020[7]

### 서훈
-  6등급 / 기사: Cavaliere Ordine al Merito della Repubblica Italiana: 2021